# Cremnodes atricapillus
Cremnodes atricapillus là một loài tò vò trong họ Ichneumonidae.